# Stillingia sylvatica
Stillingia sylvatica ist eine Art der Gattung Stillingia. In ihrer Heimat wird sie auf Englisch queen's root, queen's delight und yaw root genannt und auch als „Stillingia treculeana“ gehandelt. Sie kommt natürlich im Südosten der USA vor und wird als Heilpflanze verwendet. 

## Beschreibung
Stillingia sylvatica wächst als mehr oder weniger aufrechter Halbstrauch, der eine Wuchshöhe von 20 bis 120 cm erreicht. Er besitzt ein verholztes Rhizom. Die Wurzeln sind spindelförmig verdickt. Die Zweige entspringen einzeln oder zu mehreren beieinander aus dem Rhizom, sie sind unverzweigt oder im oberen Bereich dichotom verzweigt. Sie sind stielrund und bleiben krautig oder schwach verholzt. Ältere Sprossachsen besitzen eine rötliche, rötlich-braune oder grau-rötlich gesprenkelte Rinde, die oft längs und quer verlaufende Risse aufweist.
Die wechselständig angeordneten Laubblätter sind kurz gestielt oder sitzend. Die einfache, häutige Blattspreite ist bei einer Länge von 2 bis 12 cm und einer Breite von 0,3 bis 4,8 cm in ihrer Form variabel zwischen schmal elliptisch, elliptisch, verkehrt-eiförmig bis verkehrt-lanzettlich oder spatelförmig. Die Blattspreite endet spitz, abgerundet oder mit einer ausgerandeten Spitze. Der Blattgrund ist keilförmig oder stumpf, der Blattrand fein gesägt oder gekerbt.
Stillingia sylvatica ist einhäusig getrenntgeschlechtig (monözisch). Die Blütezeit reicht von März bis Juni. Der Blütenstand misst insgesamt 2,5 bis 13 cm, er setzt sich aus zahlreichen zymösen, spiralig an der Blütenstandsachse angeordneten Teilblütenständen zusammen, von denen die unteren weibliche, die oberen männliche Blüten enthalten. Die Teilblütenstände stehen in der Achsel je eines Hochblatts, das bei den weiblichen Blüten breit elliptisch bis lang ausgezogen, bei den männlichen Teilblütenständen breit elliptisch ist. Die Farbe der Hochblätter sowie der Blütenstandsachse ist rot oder gelb-grün. Die männlichen Teilblütenstände enthalten fünf bis dreizehn Blüten, die 1,5 bis 2 mm groß sind. Weibliche Blüten besitzen drei Blütenhüllblätter, die 2 bis 3 mm groß sind. Der Fruchtknoten ist dreikammerig. 
Die 0,6 bis 1,2 cm großen Kapselfrüchte sind schwach dreilappig. Die Früchte entwickeln sich von April bis September. Die Samen sind bei einer Länge von 4 bis 8 mm und einem Durchmesser von 3 bis 7 mm ellipsoid.

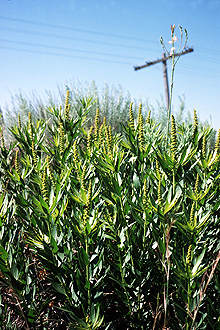
Stillingia sylvatica

## Verbreitung
Stillingia sylvatica kommt im Süden und Südosten der USA vor. Die Pflanzen wachsen in lichten Kiefernwäldern auf saurem Sandboden.

## Taxonomie und Systematik
Die Erstveröffentlichung von Stillingia sylvatica erfolgte 1767 durch Carl von Linné in Mantissa Plantarum. Impensis Direct. Laurentii Salvii, S. 126. Das Artepitheton sylvatica bedeutet „zum Wald gehörig“, bezieht sich also auf den Standort.
Es können zwei Unterarten unterschieden werden:
- Styllingia sylvatica L. subsp. sylvatica: Die Blattspreite ist elliptisch, spatelförmig oder verkehrt-eiförmig mit einer Länge von 3,2 bis 11,5 Zentimeter und einer Breite von 0,3 bis 4,8 Zentimeter und endet spitz, stumpf oder ausgerandet. Die Tragblätter der weiblichen Teilblütenstände sind elliptisch. Die Verbreitung dieser Unterart deckt sich mit Ausnahme des südöstlichen Floridas mit dem der Art.[2]
- Styllingia sylvatica subsp. tenuis (Small) D.J.Rogers (Basionym Styllingia tenuis Small): Die Blattspreite ist sehr schmal elliptisch bis linealisch mit einer Länge von 2 bis 10 Zentimeter und einer Breite von 0,3 bis 1 Zentimeter und endet spitz. Die Tragblätter der weiblichen Teilblütenstände sind geschwänzt-zugespitzt. Diese Unterart hat ein kleines Verbreitungsgebiet an der Südostküste Floridas, wo sie auf Kalkstein wächst.[2]

Neben den beiden Unterarten entstehen variable Formen durch Hybridisierung mit Stillingia texana (diese Hybriden wachsen im Unterschied zu Stillingia sylvatica subsp. sylvatica auch auf kalkhaltigen Böden) und mit Stillingia aquatica.

## Verwendung
Die Wurzel von Stillingia sylvatica  wird traditionell von den Indianern der südlichen USA gegen Syphilis und andere Krankheiten verwendet. 
Zur Anwendung kommt eine Tinktur aus den frischen oder getrockneten Wurzeln.
Neuerdings findet sie auch in die Heilpraxis Eingang. So werden zahlreiche Präparate angeboten. Es existieren jedoch keine Studien, die eine Heilwirkung belegen. Bekannte Nebenwirkungen sind Schwindel, Durchfall, Schweißausbrüche, Übelkeit Muskelschmerzen, Juckreiz, Ausschläge, Husten und Erbrechen.
Ebenso sind Diterpen-Ester enthalten, die Irritationen der Schleimhäute und der Haut hervorrufen können.